# 5011 Ptah
5011 Ptah este o planetă minoră (asteroid potențial periculos[*]) din Asteroid Apollo. A fost descoperită pe 24 septembrie 1960 la Observatorul Palomar de Cornelis Johannes van Houten și a fost numită după Ptah. 
Obiectul prezintă o orbită caracterizată de o semiaxă mare de 1,6356163 UAi, o excentricitate de 0,5, o înclinație de 7,425 ° în raport cu ecliptica.